# Wife, Doctor and Nurse
Wife, Doctor and Nurse (Esposa, Médico e Enfermeira, no Brasil) é um filme de comédia estadunidense de 1937 dirigido por Walter Lang e estrelado por Loretta Young, Warner Baxter e Virginia Bruce.

## Elenco
- Loretta Young ...Ina Heath Lewis
- Warner Baxter ...Dr. Judd Lewis
- Virginia Bruce ...Miss Stephens aka Steve
- Jane Darwell ...Mrs. Krueger
- Sidney Blackmer ...Dr. Therberg
- Maurice Cass ...Pompout
- Minna Gombell ...Constance
- Margaret Irving ...Mrs. Cunningham
- Bill Elliott ...Bruce Thomas (como Gordon Elliott)
- Lynn Bari (sem créditos)